# Santa María del Camí (Barcelona)
Santa María del Camí es una entidad de población española del municipio de Veciana, perteneciente a la provincia de Barcelona, en la comunidad autónoma de Cataluña.

## Historia
El lugar aparece descrito en el decimotercer volumen del Diccionario geográfico-estadístico-histórico de España y sus posesiones de Ultramar de Pascual Madoz con las siguientes palabras:

SANTA MARIA DEL CAMÍ: ald. en la prov., aud. terr., c. g. de Barcelona (11 leg.), part. jud. de Igualada (2), dióc. de Vich (15). sit. en terreno bastante montuoso, con buena ventilacion y clima frio, pero sano. Tiene varias casas, y una igl. parr. (Sta. Maria), aneja de la de Albarells, con cuyo l. confina el térm. por el S.: al E. Jorva; N. Copons, y O. Porquerisas. El terreno es de infima calidad, le fertiliza el arroyo nombrado la Juncosa; la arte montuosa está poblada de pinos, carrascas y mata maja; hay varios caminos locales y la carretera general de Barcelona á Madrid. prod.: centeno, cebada, avena, vino y legumbres; cria ganado lanar y cabrío, y caza de conejos perdices y liebres. pobl. y riqueza: unida á Castellnou, de cuyo l. es cab. de ayuntamiento
(Madoz, 1849, p. 755)

En 2023, la entidad singular de población de Santa María del Camí, ahora perteneciente al municipio de Veciana, tenía empadronados 30 habitantes, 7 de ellos en el núcleo de población de ese nombre y 23 en diseminado.